# البحري قيقة
البحري قيقة ولد في 4 مارس 1904 في تستور وتوفي في 2 سبتمبر 1995، هو سياسي ومحامي تونسي.

## السيرة الذاتية
البحري قيقة هو أصيل مدينة تكرونة، وزاول تعليمه الثانوي في معهد كارنو بتونس إلى جانب الحبيب بورقيبة الذي كان من أقرب أصدقائه. واصل بعدها دراسات في القانون في كلية القانون بباريس. كان عنوان أطروحته في الدكتوراه تطور الشرعة وتطبيقها القضائي في تونس . 

في 1928، تحصل على شهادته من المدرسة الحرة للعلوم السياسية (حاليا معهد الدراسات السياسية بباريس) في تخصص المالية العامة.

في 1932 كان من بين مؤسسي صحيفة العمل في نسختها الفرنسية رفقة الحبيب بورقيبة والطاهر صفر ومحمود الماطري. أصبح أمين مال لأول مكتب سياسي للحزب الحر الدستوري الجديد المنبثق عن المؤتمر الاستثنائي المنعقد في قصر هلال في 2 مارس 1934. بين 1971 و1979، كان عضو اللجنة الدولية للحقوقيين.

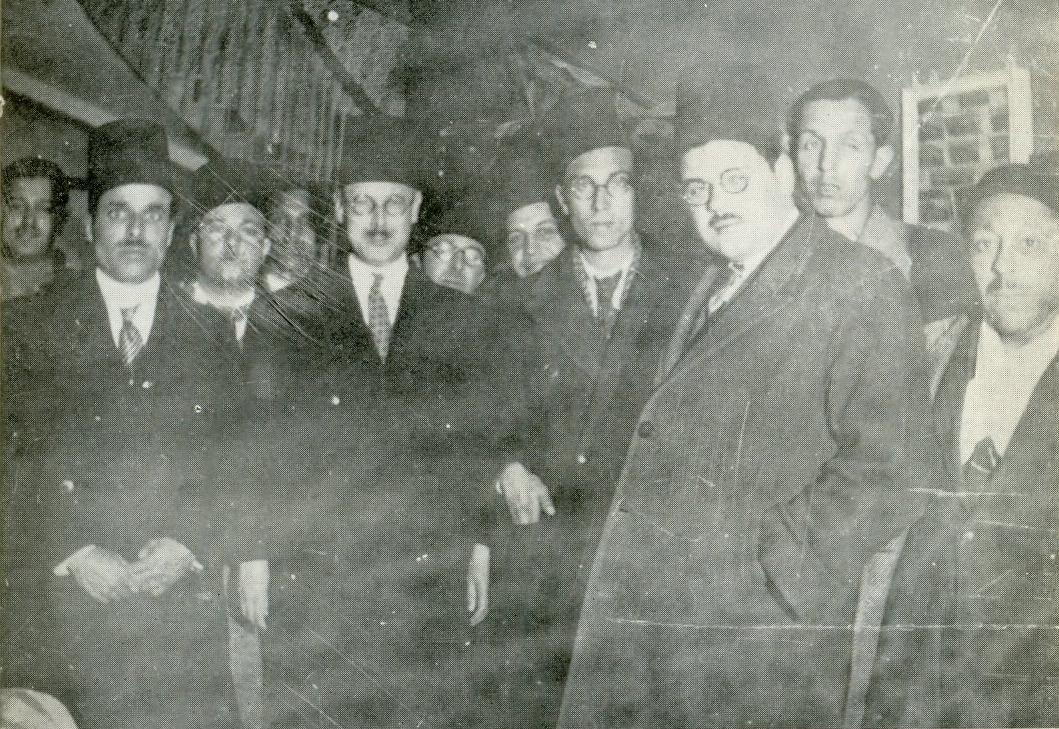
من اليسار إلى اليمين: بورقيبة، الماطري، قيقة وصفر في مؤتمر قصر هلال الذي تخمض عنه ولادة الحزب الحر الدستوري الجديد.
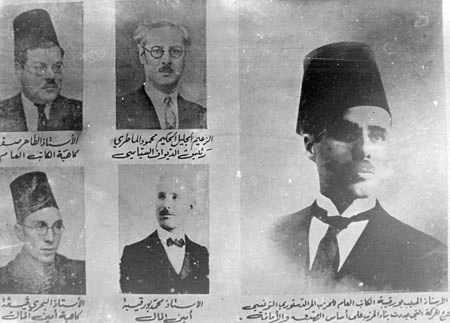
أول مكتب سياسي للحزب الحر الدستوري الجديد، قيقة في أسفل يسار الصورة.

## الحياة الخاصة
البحري قيقة هو ابن حمودة قيقة، وابن أخ الكاتب عبد الرحمان قيقة، وفي نفس الوقت هو عم الكاتب الطاهر قيقة والسياسي إدريس قيقة. هذا الأخير كان عضو مكتب محاماة عمه البحري قيقة.

## مقالات ذات صلة
- الحزب الحر الدستوري الجديد